# 長山桂三
長山 桂三（ながやま けいぞう、1976年（昭和51年）5月13日 - ）は能楽師（シテ方観世流）で、重要無形文化財総合認定保持者である。

## 概説
1976年（昭和51年）に、シテ方観世流長山禮三郎（重要無形文化財総合指定保持者）の次男として、兵庫県芦屋市で生まれる。
人間国宝の八世観世銕之亟や、九世観世銕之丞、父の長山禮三郎に師事する。1980年（昭和55年）に初舞台、1996年（平成8年）に能『花月』にて初シテ、2017年（平成29年）には重要無形文化財総合指定保持者の認定を受ける。
東京を中心に、パリ・ニューヨーク・モスクワなど海外公演や新作能、復曲能にも出演。
また、能楽の魅力を広めるべく、自身が所有する世田谷区上野毛の能舞台などにて、稽古や体験活動、鑑賞講座にも従事している。
公益社団法人能楽協会、公益社団法人日本能楽会、一般社団法人観世会及び公益社団法人銕仙会の会員で、能・狂言鑑賞の会の会長、桂諷會及び桂諷会を主宰している。

## 脚註